# Deltosoma
Deltosoma is een kevergeslacht uit de familie van de boktorren (Cerambycidae). De wetenschappelijke naam van het geslacht werd voor het eerst geldig gepubliceerd in 1864 door Thomson.

## Soorten
Deltosoma omvat de volgende soorten:
- Deltosoma flavidum Aurivillius, 1925
- Deltosoma guatemalense Bates, 1880
- Deltosoma lacordairei Thomson, 1864
- Deltosoma xerophila Di Iorio, 1995